# Alveotingis
Alveotingis is een geslacht van wantsen uit de familie van de Tingidae (Netwantsen). Het geslacht werd voor het eerst wetenschappelijk beschreven door Osborn & Drake in 1916.

## Soorten
Het genus bevat de volgende soorten:

- Alveotingis brevicornis Osborn & Drake, 1917
- Alveotingis grossocerata Osborn & Drake, 1916
- Alveotingis minor Osborn & Drake, 1917